# 洛泰尔二世 (意大利国王)
洛泰尔二世（義大利語：Lotario II，926/928年—950年11月12日），或阿尔勒的洛泰尔，是公元948年至其去世时的意大利國王。他有着博索尼德王朝的法兰克贵族血统，是长者博索的后代，他的父亲及前任国王是阿爾勒的于格，洛泰尔王国国王洛泰尔二世的外孙；母亲是日耳曼人公主阿尔达（Alda或Hilda）。
虽然他有着意大利国王（拉丁文：rex Italiae）的头衔，但他从未在此真正行使过权力。他于931年与意大利的雅德蕾德（勃艮第的鲁道夫二世与士瓦本的伯莎的女儿）订婚，并在947年12月12日与时年15岁的她结婚，他们的婚姻是政治和解的一部分，其使得雅德蕾德的父亲鲁道夫二世与洛泰尔二世达成和平。
933年，其父于格放弃了他的领地（普罗旺斯，即下勃艮第），交给他的宿敌鲁道夫二世，后者将上、下勃艮第合并形成阿尔勒王国，随后于937年去世。
洛泰尔二世只在名义上统治意大利，自945年贵族起义成功，其父意大利国王于格就被流放，贝伦加尔二世掌握了所有的实际权力以及任免权。洛泰尔二世于950年在都灵去世，其有可能是被贝伦加尔二世毒杀。贝伦加尔二世试图通过逼迫洛泰尔二世的遗孀雅德蕾德嫁给自己的儿子意大利的阿达尔伯特来巩固自己在伦巴第篡夺的政权，但雅德蕾德向德意志国王奥托一世求助请求保护，并最终嫁给了后者。
洛泰尔二世的形象在赫罗斯葳塔（Hrotsvitha）所写的雅德蕾德传记中有过简单的描述。
洛泰尔二世与雅德蕾德有一女儿意大利的艾玛，生于948年。并于966年嫁给了西法兰克国王法兰克的洛泰尔。